# Natalia Dittrich
Natalia Dittrich (* 1973 in Kondopoga, Sowjetunion) ist eine Musikerin  und Filmkomponistin. Bekannt wurde sie durch ihre Filmmusik zum Film Hände weg von Mississippi.

## Ausbildung
Sie begann 1988 ihr Studium an der Berufsschule für Musik und anschließend ein Geigenstudium am Konservatorium in Petrosawodsk. Während der Ausbildung spielte sie schon im philharmonischen Symphonieorchester und im städtischen Kammerorchester. Im Jahr 2000 siedelte sie nach Deutschland um, um dort von 2001 bis 2005 an der Filmakademie Baden-Württemberg Filmmusik und Sounddesign zu studieren.

## Auszeichnungen
- 2008 Rolf-Hans Müller Preis für Filmmusik[1]

## Filmografie (Auswahl)
- 2007: Engel zu Fuß
- 2007: Hände weg von Mississippi
- 2010: Die 4. Revolution – Energy Autonomy
- 2012: Die Schatzritter und das Geheimnis von Melusina